# Mario Cervi
Mario Cervi, né à Crema le 25 mars 1921 et mort à Milan le 17 novembre 2015, est un journaliste, essayiste et historien italien.

## Biographie
Durant la Seconde Guerre mondiale, en 1942, il est sous-lieutenant dans la 2e compagnie du 479e bataillon côtier, dans la garnison d'une petite ville grecque, Boiati, située à une vingtaine de kilomètres au nord d'Athènes. Après le 8 septembre 1943, il est fait prisonnier par les Allemands et interné.
Sa vie professionnelle est marquée par deux périodes : le Corriere della Sera et il Giornale. Il commence sa carrière de journaliste en 1945 comme reporter au Corriere. Sa première affectation est « la ronde des commissariats (...) puis émissaire » [sic]. « Ils m'ont confié les services refusés par les correspondants célèbres, qui étaient Indro Montanelli, Orio Vergani, Enrico Emanuelli, Max David, Dino Buzzati ».
En peu de temps, Cervi se fait connaître comme l'une des meilleures plumes émergentes et est envoyé dans le monde entier, se faisant apprécier pour ses reportages. Comme envoyé spécial, il s'occupe de chroniques judiciaires en suivant les grands procès. Il est témoin aussi d'évenements importants à l'étranger: de la crise de Suez (1956) au coup d'État des colonels en Grèce (1967), de la prise de pouvoir de Pinochet au Chili (1973); Cervi est l'un des trois journalistes italiens présents à Santiago du Chili le jour de la mort de Salvador Allende. Il assiste également à l'invasion turque de Chypre (1974).
Il quitte en 1974 le Corriere della Sera pour fonder avec Indro Montanelli et d'autres, il Giornale. Cervi est éditorialiste et envoyé, puis directeur adjoint avec Montanelli avec lequel il consolide ses rapports d'amitié et sa collaboration. Montanelli et lui écrivent onze livres de la célèbre collection Storia d'Italia et l'essai Milano ventesimo secolo. Cervi suit aussi son directeur dans l'expérience de La Voce; après la fermeture de ce quotidien, il collabore aux journaux du groupe Monti (il Resto del Carlino et La Nazione), puis il retourne au Giornale comme éditorialiste, acceptant la direction après l'abandon de Vittorio Feltri.
Il laisse la direction en 2001 à son bras droit Maurizio Belpietro, continuant à être éditorialiste. Il s'occupe aussi pendant de nombreuses années d'une rubrique politique dans l'hebdomadaire Gente.
En septembre 2007, il obtient le prix Boffenigo pour le journalisme.
Son dernier livre en collaboration avec Luigi Mascheroni, se nomme Gli anni del piombo. Le titre est volontairement ambigu: d'un côté le plomb qui servait à imprimer et de l'autre un symbole qui rappelle l'ère sombre du terrorisme.
Il reçoit en 2013 le prix Biagio Agnes, pour sa carrière journalistique.
Mario Cervi meurt le 17 novembre 2015. Les journalistes lui rendent hommage à sa mort comme une personnalité géniale et élégante. En 2019, son nom est inscrit le jour de la commémoration des défunts du 2 novembre au panthéon de Milan, à côté des Milanais illustres.

## Œuvres
- L'Aviatore, Florence, Vallecchi, 1963.
- Storia della guerra di Grecia, Milan, Sugar, 1965; Collana Gli Oscar n.234, Milan,  Mondadori, septembre 1969; Orpheus Libri, 1970; Milan, Rizzoli, 1986; Collana Saggi, Milan, BUR, 2001.
- La Giustizia in Italia, Milan, Longanesi, 1968.
- Dove va la Grecia? Dal colpo di Stato al referendum, Milan, Mursia, 1968.
- L'8 settembre, a cura di, Milan, A. Mondadori, 1973.
- Caporetto, a cura di, Milan, A. Mondadori, 1974.
- Eisenhower, Novare, Istituto Geografico De Agostini, 1977.
- La piovra corporativa. Vizi e misfatti della perversione burocratica e clientelare, Milan, Editoriale Nuova, 1978.
- Due secoli di guerre, avec Indro Montanelli, 10 vol., Milan, Editoriale Nuova, 1980-1983.
- L'energia e la storia, avec Indro Montanelli, Rome, Ente Nazionale per l'Energia Elettrica, 1986.
- Milano Ventesimo secolo. Storia della capitale morale da Bava Beccaris alle Leghe, avec Indro Montanelli, Milan, Rizzoli, 1990.  (ISBN 88-17-42727-6); ed. révisée, élargie et mise à jour pour l'année 2000, Milan, BUR, 2002,  (ISBN 88-17-11719-6).
- L'Italia nella seconda guerra mondiale (1940-1942), avec Indro Montanelli, Milan, Rizzoli, 1990.
- Mussolini. Album di una vita, a cura di, Milan, Rizzoli, 1992.  (ISBN 88-17-85305-4).
- 25 juillet - 8 septembre '43. Album di una disfatta, a cura di, Milan, Rizzoli, 1993.  (ISBN 88-17-84258-3).
- I vent'anni del "Giornale" di Montanelli. 25 juin 1974 - 12 janvier 1994, avec Gian Galeazzo Biazzi Vergani, Milan, Rizzoli, 1994.  (ISBN 88-17-84323-7).
- Salò. Album della Repubblica di Mussolini, a cura di, Milan, Rizzoli, 1995.  (ISBN 88-17-84399-7).
- Il duca invitto. Emanuele Filiberto di Savoia e la storia della sua Terza Armata mai sconfitta, Milan, Il Giornale, 2005.
- Sprecopoli. Tutto quello che non vi hanno mai detto sui nuovi sprechi della politica, avec Nicola Porro, Milan, Mondadori, 2007.  (ISBN 978-88-04-57346-3).
- Gli anni del piombo. L'Italia fra cronache e storia, avec Luigi Mascheroni, Milan, Mursia 2009,  (ISBN 978-88-425-4110-3).
- Ti ricordi, Indro? Montanelli visto e raccontato da un grande amico. «Così iniziammo ad andare Controcorrente», Collana Firme fuori dal coro, Milan, Il Giornale, 2017.
- Giù le mani da Indro. Perchè nessuno, e soprattutto la sinistra, può permettersi di strumentalizzare Montanelli, Collana Firme fuori dal coro, Milan, Il Giornale, 2017.
- «Il giornalismo, la mia vita». Reportage, interviste e ritratti di una grande firma del «Giornale» (1974-2015), Milan, Il Giornale, 2021.

### Dans laStoria d'Italiaavec Indro Montanelli
- L'Italia Littoria (1925-1936), Milan, Rizzoli, 1979.
- L'Italia dell'Asse (1936-10 juin 1940), Milan, Rizzoli, 1980.
- L'Italia della disfatta (10 juin 1940 - 8 septembre 1943), Milan, Rizzoli, 1982.
- L'Italia della guerra civile (8 septembre 1943-9 mai 1946), Milan, Rizzoli, 1983,  (ISBN 88-17-42723-3).
- L'Italia della Repubblica (2 juin 1946-18 avril 1948), Milan, Rizzoli, 1985,  (ISBN 88-17-42022-0).
- L'Italia del miracolo (14 juillet 1948-19 août 1954), Milan, Rizzoli, 1987,  (ISBN 88-17-42725-X).
- L'Italia dei due Giovanni (1955-1965), Milan, Rizzoli, 1989,  (ISBN 88-17-42726-8).
- L'Italia degli anni di piombo (1965-1978), Milan, Rizzoli, 1991,  (ISBN 88-17-42805-1).
- L'Italia degli anni di fango (1978-1993), Milan, Rizzoli, 1993,  (ISBN 88-17-42729-2).
- L'Italia di Berlusconi (1993-1995), Milan, Rizzoli, 1995,  (ISBN 88-17-42810-8).
- L'Italia dell'Ulivo (1995-1997), Milan, Rizzoli, 1997,  (ISBN 88-17-42810-8).
- L'Italia del Novecento, Milan, Rizzoli, 1998,  (ISBN 88-17-86014-X).
- L'Italia del Millennio. Sommario di dieci secoli di storia, Milan, Rizzoli, 2000,  (ISBN 88-17-86608-3).

## Distinctions
- Cordon de grand-croix de l'ordre du Mérite de la République italienne (15 décembre 1995)[12]
- Grand-officier de l'ordre du Mérite de la République italienne (1990)